# 住宅生活協同組合
住宅生活協同組合（じゅうたくせいかつきょうどうくみあい、住宅生協）とは、消費生活協同組合法に基づいて設立された消費生活協同組合。関連団体に、全国住宅生活協同組合連合会がある。

## 歴史
住宅生協の起源は1958年、労働金庫（労金）が住宅金融公庫の融資を受け、住宅供給を促進するために設立した日本労働者住宅協会（労住協）に遡る。労住協は労金に支部を置き各都道府県規模で事業を行っていたが、業務量が拡大すると労金から独立し、消費生活協同組合法に基づく生協が設立されて住宅供給を担うようになった。これが住宅生協で、県域を対象とした最初の地域住宅生協は1957年に設立された宮崎県住宅生活協同組合である。労金以外を母体とする住宅生協もあり、建築技能者生協を母体として東京住宅生協が、消費生協を母体として鉱住協が設立された。

## 住宅生活協同組合が分譲するおもな生協団地の例

### 北海道
- 北海道勤労者住宅生協ひまわり団地 - 1963年
- 北海道勤労者住宅生活協同組合JSタウン前田 - 札幌市
- 北海道勤労者住宅生活協同組合JSタウン望洋台 - 小樽市
- 北海道勤労者住宅生活協同組合JSタウン桜陽 - 小樽市
- 北海道勤労者住宅生活協同組合JSタウン天神・桜花台 - 小樽市
- 北海道勤労者住宅生活協同組合JSタウン西小樽・桜花台 - 小樽市
- 北海道勤労者住宅生活協同組合JSタウン新発寒 - 札幌市
- 函館市生協団地 - 函館市東山

### 東北
- 秋田県勤労者住宅生活協同組合桜ガ丘ひがし団地
- 秋田県勤労者住宅生活協同組合泉ハイタウン - 秋田市
- 山形県労働者住宅生活協同組合ガーデンタウン近江団地 - 山形県東村山郡山辺町近江
- 山形県住宅生協ガーデンテラス七日町
- 山形県労働者住宅生活協同組合広野団地 - 酒田市大字広野
- 山形県住宅生協上塩井団地 - 米沢市塩井町塩野字葉之木田
- 山形県住宅生協妙見寺熊ノ前（千歳が丘団地）
- 山形県住宅生協米沢市塩井町塩野・LIBERTY SQUARE 塩井町
- 福島県住宅生協公園都市「諏訪野」環境共生団地 - 福島県伊達市, 基本計画者/宮脇檀建築研究室、1995年[5]
- チャペルのある街 - 伊達市沢田, 福島県住宅生活協同組合、1989年
- 第三生協団地 - 福島県伊達市
- 福島県住宅生活協同組合志和田前住宅団地 - 福島県伊達市字志和田前
- 福島県生活協同組合連合会/生協連福島県住宅協会しずか団地 - 郡山市
- 福島市森合生協団地
- 須賀川生協団地 - 福島県須賀川市
- 笹木野生協団地 - 福島市笹木野

### 関東
- 栃木市樋ノ口生協団地
- 雀宮地区生協団地 - 栃木県宇都宮市
- 住宅生協簗瀬団地 - 栃木県宇都宮市
- おもちゃの町住宅生協団地
- 茨城県労働者住宅生活協同組合新久田
- 茨城県労住協第1団地及び第3団地 - ひたちなか市
- 生協大谷団地 - 埼玉県さいたま市見沼区
- 生活協同組合・消費者住宅センター（住宅生協）大和田団地分譲住宅 - 東京都八王子市富士見町
- 横浜市泉区和泉町生協団地
- 横浜市民共済生活協同組合舞岡団地 - 戸塚区舞岡

### 中部
- 長野県労働者住宅生活協同組合「レインボータウン」（略称RTT）
- 静岡県住宅生協フローラタウン美和野
- 静岡県住宅生協フローラタウンつつじヶ丘
- 伊東市内県住生協団地分譲地 - 伊東市荻
- 静岡県勤労者住宅生活協同組合上小杉住生協団地 - 焼津市
- 一宮生協せんい団地
- 愛知県住宅生協志賀ニュータウン - 豊田市
- 愛知県住宅生協豊田市宝来団地
- 愛知県住宅生協島田東団地
- 愛知県労働者住宅生活協同組合アイルタウン百々杜
- 愛知県労働者住宅生活協同組合アイルタウン守山上志段味
- 愛知県労働者住宅生活協同組合アイルタウン豊田浄水
- 愛知県労働者住宅生活協同組合アイルタウン豊田志賀
- 愛知県労働者住宅生活協同組合アイルタウン佐織

### 関西
- 三重県住宅生協「あがたハイツ」 - 四日市市
- 三重県住宅生協「レインボータウン桜花台」 - 四日市市
- 三重県住宅生協「Jhills四日市」 - 四日市市
- 三重県住宅生協「ラヴズ鈴鹿」 - 鈴鹿市
- 三重県住宅生協「殿舟団地」 - 津市
- 三重県住宅生協「夢が丘」 - 津市
- 三重県住宅生協「レインボータウン四季のまち」 - 松阪市
- 三重県住宅生協「レインボータウン高田」 - 松阪市
- 三重県住宅生協「斎宮苑」 - 多気郡明和町
- 三重県住宅生協「公園通りTAMAKI」 - 度会郡玉城町
- 三重県住宅生協「多気ニュータウン相可台」 - 多気郡多気町
- 三重県住宅生協「TOWN伊勢杜の宮」 - 伊勢市
- 滋賀県勤労者住宅生活協同組合レインボータウン彦根松原 - 彦根市松原町
- 滋賀県勤労者住宅生活協同組合アメニティーガーデン瀬田南
- 滋賀県勤労者住宅生活協同組合長浜緑風苑 - 滋賀県長浜市鐘紡町
- 滋賀県勤労者住宅生活協同組合湖南市若竹 - 湖南市若竹町5番
- 滋賀県勤労者住宅生活協同組合能登川分譲
- 京都労働者住宅生活協同組合城陽南団地
- 京都労働者住宅生活協同組合桂坂団地 - 京都市西京区桂坂
- 京都労働者住宅生活協同組合桂坂東部団地 - 京都市西京区桂坂
- 大阪労働者住宅生活協同組合吐山こぶしが丘団地
- 大阪労働者住宅生活協同組合たかつき花林苑
- 大阪労働者住宅生活共同組合成田東ヶ丘 - 寝屋川市
- 大阪労働者住宅生活協同組合金剛東 - 富田林市, 大阪・心ふれあうまちづくり賞受賞、設計者/藏建築設計事務所
- 大阪労働者住宅生活協同組合桜ノ宮リバーシティ
- 須磨ニュータウン北須磨団地（友が丘） - 神戸市須磨区北須磨、1967年、兵庫県労働者住宅生活協同組合
- 須磨ニュータウン住宅生活協同組合白川台
- 兵庫県労働者住宅生活協同組合
- 兵庫住宅生協ろうきん和田山・城南台
- 尼崎市民共済生活協同組合生協住宅富松団地
- 奈良県労働者住宅生活協同組合矢田山団地
- 岡山県備前市生協団地
- 広島県住宅生活協同組合・加茂が丘団地
- 広島生協・分譲物件
- 大仙生協団地 - 三次市南畑敷町字大仙
- 呉生活協同組合団地 - 広島県呉市

### 四国
- 生活協同組合香川県労働者住宅協会
- 生活協同組合愛媛県労働者住宅協会潮見ヶ丘団地 - 松山市吉藤2丁目
- 生活協同組合愛媛県労働者住宅協会松尾団地 - 松山市福角町
- 生活協同組合愛媛県労働者住宅協会いつき団地 - 松山市堀江町
- 生活協同組合愛媛県労働者住宅協会高岡団地 - 松山市高岡町
- 生活協同組合愛媛県労働者住宅協会市坪南団地 - 松山市市坪町
- 生活協同組合愛媛県労働者住宅協会松神子団地 - 新居浜市松神子
- 生活協同組合愛媛県労働者住宅協会元船木団地 - 新居浜市船木
- 生活協同組合愛媛県労働者住宅協会今治市分譲地
- 生活協同組合愛媛県労働者住宅協会宇和島市分譲地
- 生活協同組合愛媛県労働者住宅協会砥部町分譲地

### 九州
- 佐賀県住宅生協ニュータウン弥生が丘団地 - 鳥栖市弥生が丘
- 佐賀県住宅生協ニュータウン花久保 - 佐賀市、佐賀郡大和町
- 佐賀県労働者住宅生活協同組合高島団地 - 基山町
- 佐賀県労働者住宅生活協同組合つつじ丘 - 唐津市, 久里双水古墳
- 都城市都原町生協団地
- 大分県労働者総合生活協同組合グリーンウッドかたしま台団地
- 大分県労働者総合生活協同組合にじが丘団地
- 大分県労働者総合生活協同組合ゆめが丘団地
- 大分県労働者総合生活協同組合京が丘団地
- 熊本勤労者住宅生活協同組合ウッドタウンきららヶ丘団地
- 熊本勤労者住宅生活協同組合スカイアークス水前寺公園